# Karl Ipsberg
Karl Ipsberg (* 22. Dezember 1869jul. / 3. Januar 1870greg. auf dem Bauernhof Jaska in der damaligen Landgemeinde Suure-Kambja, Gouvernement Livland; † 27. Juni 1943 bei Lesnoi, Oblast Kirow, Sowjetunion) war ein estnischer Bauingenieur und Politiker.

## Ausbildung
Karl Ipsberg wurde als Sohn der Landwirte Jaan (1829–1889) und Liisa Ipsberg (geb. Laanes, 1837–1903) geboren. Sein angesehener Vater war gleichzeitig als Kirchspiel-Richter tätig.
Karl Ipsberg besuchte zunächst die Kirchspiel-Schule von Kambja und anschließend die deutschsprachige Grundschule in Tartu, bevor er 1882 auf die Realschule von Kambja wechselte. Dort machte er 1888 sein Abitur. Ab 1890 war er im Rigaer Polytechnikum immatrikuliert, wo er 1897 sein Studium als Bauingenieur abschloss. Ipsberg war 1900 in Riga einer der Mitbegründer der Korporation Vironia.

## Eisenbahnbau in Russland
Das russische Reich erlebte damals eine Phase wirtschaftlichen Aufschwungs, der unter anderem durch den Eisenbahnbau und die Erschließung Sibiriens getragen wurde. Von 1898 bis 1911 war Ipsberg in verschiedenen Funktionen beim Bau der Transsibirischen Eisenbahn beschäftigt, unter anderem von 1898 bis 1905 am Baikalsee. In Österreich, Italien und der Schweiz ließ er sich 1901 für den Eisenbahn- und Tunnelbau in Bergregionen fortbilden. Anschließend war Vorsteher der Eisenbahnen in der Region Smolensk und Kurator an der dortigen Eisenbahnschule. 1911 kehrte er als wohlhabender Mann nach Estland zurück. 1912 wurde ihm von russischen Reich der Titel des Hofrats verliehen.
Von 1911 bis 1913 leitete Ipsberg in der estnischen Hauptstadt Tallinn die prestigeträchtigen Bauprojekte des Theater- und Konzerthauses Nationaloper Estonia und von 1913 bis 1917 des Hauptgebäudes der Tallinner Kreditbank (Tallinna Vastastikuse Krediidiühisus). 1913 gründete er sein eigenes Bau- und Ingenieurbüro in Tallinn, das Ehitus- ja tehnikakontor ins. K. Ipsberg & Rosmann. Bis 1917 war er an der Errichtung wichtiger Tallinner Fabrikanlagen beteiligt, insbesondere für die Werftbetriebe Russisch-Baltische Werke (Vene-Balti Laevaehituse ja Mehaanika Aktsiaseltsi Tallinna Laevaehitustehas) und Noblessner sowie für das Elektrounternehmen Volta.
Ipsberg gehörte 1918 zu den Gründern der Estnischen Ingenieurgesellschaft (Eesti Tehnika Selts). Im Herbst 1918 wurde er zum ersten Leiter der Ingenieurschule der Estnischen Ingenieurgesellschaft gewählt, der heutigen Technischen Universität Tallinn, als deren erster Rektor Ipsberg gilt.

## Im unabhängigen Estland
Im Machtvakuum des Ersten Weltkriegs rief die Republik Estland im Februar 1918 ihre Selbständigkeit aus. Das Land blieb aber bis November 1918 von deutschen Truppen besetzt. Ende 1918 beauftragte der (provisorische) estnische Verkehrsminister Ferdinand Peterson seinen Vertrauten Karl Ipsberg mit dem Aufbau der Eisenbahnen in der jungen estnischen Demokratie. Zahlreiche Lokomotiven und Waggons sowie Gleisanlagen und Brücken waren von russischen und deutschen Truppen mitgenommen oder zerstört worden.
Mit dem Ausbruch des Freiheitskrieges gegen Sowjetrussland im November 1918 kam einem funktionierenden Eisenbahnnetz auch eine besondere militärstrategische Bedeutung zu. Der Einsatz von Panzerzügen und die schnelle Verlagerung der Truppen spielten in den Kämpfen eine wichtige Rolle. Ipsberg erwies sich dabei als geschickter Planer und Organisator. 1920 nahm er als Experte an den Friedensverhandlungen mit Sowjetrussland teil.
Mit der Unabhängigkeit der Republik Estland engagierte sich Ipsberg auch parteipolitisch. Er schloss sich der 1917 gegründeten „Estnischen Landvolkunion“ (Eesti Maarahva Liit) an, die wenig später im Bund der Landwirte (Põllumeeste Kogud) unter dem charismatischen Konstantin Päts aufging. Die national-konservative Partei vertrat vor allem die Interessen der Großagrarier und der Industriellen. Ipsberg wurde 1919 in die Verfassungsgebende Versammlung der Republik Estland (Asutav Kogu) gewählt und war von 1920 bis 1926 Abgeordneter in der ersten und zweiten Legislaturperiode des estnischen Parlaments (Riigikogu).
Von Dezember 1921 bis November 1922 war Ipsberg Verkehrsminister (sowie gleichzeitig geschäftsführender Handels- und Industrieminister) in der Koalitionsregierung von Regierungschef Konstantin Päts. Dasselbe Amt hatte er von November 1922 bis August 1923 im Kabinett unter Regierungschef Juhan Kukk und anschließend bis November 1923 in Päts’ zweitem Kabinett inne.
Gleichzeitig war Karl Ipsberg als Unternehmer aktiv, allerdings mit wechselndem Erfolg. Von 1919 bis 1923 war er Mitinhaber des Handelsunternehmens Atlanta und von 1924 bis 1931 Teilhaber der forstwirtschaftlichen Aktiengesellschaft Lignum. Daneben leitete er den Bau von Prestigeobjekten wie des Kinos Gloria Palace in Tallinn oder der Zellulosefabrik in Kehra.
Parallel nahm er führende Funktionen bei der estnischen Eisenbahn wahr. Im Herbst 1924 wurde unter Ipsbergs Ägide auf der Bahnlinie Tallinn–Tapa erstmals eine elektrifizierte Strecke in den baltischen Staaten in Betrieb genommen. Von 1928 bis 1933 war Ipsberg Leiter des estnischen Eisenbahnbauamts. Gleichzeitig engagierte er sich für die Ingenieursausbildung in Estland.

## Deportation und Tod
Nach der sowjetischen Besetzung Estlands wurden Karl Ipsberg und seine Familie am 14. Juni 1941 ins Innere der Sowjetunion deportiert. Der NKWD verurteilte ihn zunächst zum Tode. Im Dezember 1942 wurde die Strafe auf zehn Jahre Lagerhaft „abgemildert“. Karl Ipsberg starb am 27. Juni 1943 in einem Gulag bei der Siedlung Lesnoi in der Oblast Kirow.

## Privatleben
Ipsberg war seit 1903 mit der Pianistin Lydia Angelika Kindsvater (1884–1945) verheiratet. Seine Frau wurde in Saratow geboren und entstammte einer wolgadeutschen Unternehmer-Familie. Das Paar hatte vier Kinder, darunter den Bildhauer Aleksander Ipsberg (1909–1943).